# Alima Boumediene-Thiery
Alima Boumediene-Thiery (ur. 24 lipca 1956 w Argenteuil) – francuska polityk i samorządowiec, działaczka partii Zielonych, eurodeputowana w latach 1999–2004, senator.

## Życiorys
Z wykształcenia magister prawa i ekonomii (studia ukończyła na początku lat 80.), uzyskała później dyplomy DEA i DESS oraz doktorat w zakresie nauk społeczno-ekonomicznych. Pracowała w Narodowym Instytucie Zdrowia i Badań Medycznych (INSERM), później w organizacjach pozarządowych zajmujących się problematyką mniejszości narodowych i prawami kobiet. W 1995 została radną Argenteuil.
W wyborach w 1999 uzyskała mandat posłanki do Parlamentu Europejskiego V kadencji. Należała do frakcji Zielonych i Wolnego Sojuszu Europejskiego. Pracowała m.in. w Komisji Wolności i Praw Obywatelskich, Sprawiedliwości i Spraw Wewnętrznych. W PE zasiadała do 2004.
W tym samym roku została wybrana w skład francuskiego Senatu, w którym zasiadała do 2011.